# Zondag in 't zuiden (album)
Zondag in 't zuiden is een album van Rowwen Hèze. Het werd op cd uitgebracht door HKM/CNR in 1995 en kwam op 22 april van dat jaar binnen in de Album Top 100. Daarin bleef het album 78 weken genoteerd, met als hoogste plaats de 8ste positie.

## Achtergronden
Onder de gastmuzikanten op dit album bevindt zich voormalig Doe Maar-blazer Joost Belinfante.
Op de hoes van het album is een foto te zien van Piet Droog van de joekskapel Mekkeluk Zât, ook wel Dikke Piet genoemd, met diens toet. Deze foto was na Droogs overlijden op 31 juli 2003 ook te zien tijdens de tournee van Rowwen Hèze, waarbij de foto op een projectiescherm werd getoond tijdens de uitvoering van het nummer De Toet. Overigens was Droog ook prominent aanwezig tijdens de cd-presentatie van Zondag in 't zuiden.
Het album haalde in 1995 platina, wat betekent dat er 100.000 exemplaren of meer werden verkocht.

## Singles
Van het album werden in 1995 drie nummers ook als cd-single uitgebracht. In april was dat 't Roeie klied, in juli Zondag in 't zuiden en in oktober De neus umhoeg.

## Nummers
| Nr. | Titel                          | Schrijver(s)                                      | Duur |
| --- | ------------------------------ | ------------------------------------------------- | ---- |
| 1.  | Zondag in 't zuiden            | Jack Poels                                        | 4:10 |
| 2.  | Kasselse kermis                | Jack Poels                                        | 2:56 |
| 3.  | De neus umhoeg                 | Jack Poels                                        | 3:33 |
| 4.  | Ik wer alt                     | Jack Poels                                        | 3:10 |
| 5.  | 't Roeie klied (Koa Hiatamädl) | Hubert Sullivan, Wolfgang Staribacher, Jack Poels | 3:32 |
| 6.  | Goud                           | Jack Poels                                        | 4:23 |
| 7.  | Noeit mier goan                | Jack Poels                                        | 3:00 |
| 8.  | Ellendige merge                | Jack Poels                                        | 3:03 |
| 9.  | Engel                          | Jack Poels                                        | 2:32 |
| 10. | Koning Hay                     | Jack Poels                                        | 4:14 |
| 11. | Dikke Nel                      | Jack Poels                                        | 2:52 |
| 12. | Ien minuut                     | Jack Poels                                        | 3:48 |
| 13. | Limburgs land                  | Jack Poels, Tren van Enckevort                    | 2:52 |